# Eurycope californiensis
Eurycope californiensis là một loài chân đều trong họ Munnopsidae. Loài này được Schultz miêu tả khoa học năm 1966.